# Орпішев
Орпішев (пол. Orpiszew, нім. Orpischewo) — село в Польщі, у гміні Кротошин Кротошинського повіту Великопольського воєводства.
Населення — 619 осіб (2011).
У 1975-1998 роках село належало до Каліського воєводства.

## Демографія
Демографічна структура станом на 31 березня 2011 року:
|          | Загалом | Допрацездатний вік | Працездатний вік | Постпрацездатний вік |
| -------- | ------- | ------------------ | ---------------- | -------------------- |
| Чоловіки | 309     | 76                 | 200              | 33                   |
| Жінки    | 310     | 76                 | 170              | 64                   |
| Разом    | 619     | 152                | 370              | 97                   |